# Klaus Schaller
Klaus Schaller (* 3. Juli 1925 in Erdmannsdorf, Freistaat Preußen; † 17. Mai 2015 in Bochum) war ein deutscher Erziehungswissenschaftler und seit 1990 emeritierter Professor für Pädagogik an der Ruhr-Universität Bochum. Auch als Schauspieler und Rezitator machte er sich einen Namen.

## Leben und Wirken
Schaller war der Sohn eines Hauptlehrers und Kantors. Nach Abitur, Schulhelferkurs, Lehrerausbildung in Kettwig, Studium der Pädagogik, Philosophie, Germanistik und Theaterwissenschaft in Köln u. a. bei Theodor Ballauff sowie nach einer Ausbildung zum Schauspieler bei Christa Morschel habilitierte sich Schaller 1959 in Mainz bei Ballauff. Von 1959 bis 1964 war er Professor und zwei Jahre Rektor der Pädagogischen Hochschule Bonn sowie Vorsitzender des Strukturausschusses für die Neuordnung der Lehrerausbildung in Nordrhein-Westfalen. 1965 wurde er an die neugegründete Ruhr-Universität Bochum berufen, wo er 1970 die einzige außerhalb der Tschechoslowakei organisierte Comenius-Forschungsstelle gründete, deren Bedeutung bereits vor 1990 in Ost und West anerkannt war. Am 17. Mai 2015 starb Schaller im Alter von 89 Jahren in Bochum.
In sehr umfänglichen Schriften hat Schaller die Ergebnisse seiner Forschungen zu Comenius, zur kritischen Pädagogik, zur kommunikativen Didaktik sowie zur Pädagogik der Kommunikation veröffentlicht. Ein Bochumer Spezialthema betrifft Carl Arnold Kortum.
Von der Akademie der Wissenschaften der Tschechischen Republik wurde Klaus Schaller mit der Palacký- und der Jan-Patočka-Medaille ausgezeichnet.  Er ist Träger der Verdienstmedaille 1. Klasse der Tschechischen Republik. Er ist Ehrendoktor an der Karls-Universität Prag und der Landwirtschaftlichen und Veterinärmedizinischen Universität Cluj-Napoca.

## Schriften
- mit Theodor Ballauff: Pädagogik. Eine Geschichte der Bildung und Erziehung. Band II: Vom 16. bis zum 19. Jahrhundert (= Orbis academicus. Band I/12). Alber, Freiburg/München 1970, ISBN 3-495-47178-2.
- mit Theodor Ballauff: Pädagogik. Eine Geschichte der Bildung und Erziehung. Band III: 19./20. Jahrhundert (= Orbis academicus. Band I/13). Alber, Freiburg/München 1972, ISBN 3-495-47222-3.
- mit Karl-Hermann Schäfer: Kritische Erziehungswissenschaft und kommunikative Didaktik. 3. Auflage. Heidelberg 1976, ISBN 3-494-02001-9.
- Johann Amos Comenius. Ein pädagogisches Porträt. Beltz, Weinheim 2004, ISBN 3-8252-2447-3.
- „Das Labyrinth der Welt …“ und andere Meisterstücke. Johann Amos Comenius. DVA, München 2004, ISBN 3-421-05256-5.